# Lübecker Gänge und Höfe

Maria Slavona: Lübecker Gang

Die Gänge und Höfe in Lübeck (besonders dicht erhalten im Norden an den Straßen Engelswisch, Engelsgrube und Glockengießerstraße sowie im Süden rund um den Lübecker Dom, aber auch sonst im Gebiet der Innenstadt, mit Ausnahme der kriegszerstörten Bereiche) sind ein Überrest aus dem mittelalterlichen Städtebau. Die Höfe beruhen häufig auf Stiftungen wohlhabender Lübecker Bürger. Hinter den giebelseitigen Straßenhäusern wurden damals die so genannten „Buden“ errichtet, meist zweistöckige Gebäude mit einem Grundriss mit wenig mehr als einem Zimmer. Die Buden in den Gängen waren oft Wohnräume der Beschäftigten des Gewerbes, das im Straßenhaus ausgeübt wurde.
Die Gänge und Höfe sind fast immer durch einen Durchgang im Straßenhaus zu erreichen. Einer von Lübeckschen Fremdenführern gerne erzählten Legende nach musste lediglich die Grundvoraussetzung erfüllt sein, dass ein Sarg hindurchgetragen werden konnte. Gänge sind lediglich schmale Durchgänge, die heutzutage nur noch gelegentlich die andere Straßenseite des Quartiers erreichen, Höfe weiten sich dagegen meist um einen zentralen Platz, der heutzutage einen Baum, ein Spielgerät oder gelegentlich eine Laube enthält.
Die meisten der Gänge und Höfe in Lübeck sind frei zugänglich, manche sind in den Nachtstunden mit einem Tor oder einer Tür verschlossen.
| Gang oder Hof          | Adresse Vorderhaus (Zugang)          | Zugänglichkeit        | Lage | Anmerkung | Abbildung       |
| ---------------------- | ------------------------------------ | --------------------- | ---- | --- | --------------- |
| Adlergang              | Große Gröpelgrube 45                 | nachts geschlossen    | Lage | Das Haus Große Gröpelgrube 43 war bis 1868 ein Wirtshaus mit dem Namen „Der Adler“. Dies Bezeichnung hat sich auf den Gang übertragen. Der Gang hat eine Verbindung zum Nagels Gang und über eine verschlossene Gartenpforte zum Gemeinschafts-Gang. Außerdem gibt es eine Verbindung zum Vereinigungs-Gang. Seit 1441 lässt sich der Gang nachweisen, 1582 als Marieken Gang und ab 1611 nach dem Eigentümer Hans Möller als Möllers Gang. |                 |
| Albrechts Gang         | Dr.-Julius-Leber-Straße              | geschlossen           | Lage | |                 |
| Alter Posthof          | St.-Annen-Straße 14                  |                       |      | Der geräumige Hof diente von 1737 bis 1783 als Abstellplatz für die Wagen der im Vorderhaus etablierten Hannoverschen Post, die dem Hof seinen heute gültigen Namen gab. Zwischen 1500 und 1563 trug der Hof den Namen Cismarscher Hof, da das Fronthaus zusammen mit den Grundstücken der Nr. 10 bis Nr. 16 als Stadthof des Klosters Cismar diente. |                 |
| Bäcker-Gang            | Engelsgrube 43                       | offen                 |      | Mündet an seinem hinteren Ende in den Lüngreens Gang. Vom Anfang des 14. Jh.s Rovereshagen nach den Brüdern Rovere, 1409 fälschlich als Oberer Rolofshagen bezeichnet. 1630, da im Vorderhaus Bäcker ihr Handwerk betrieben, Bäcker Gang. 1707 nach dem Bäcker Detlev Gloy Gloys-Gang und 1732 nach dem Gangeigentümer Martin Nikolaus Thomsen Thomsen Gang. Seit 1812 wieder Bäcker Gang. |                 |
| Bäcker-Gang            | Glockengießerstraße 38               | nachts geschlossen    |      | Der Gang gehörte ursprünglich zu dem Freibackhaus Glockengießerstraße 42 |                 |
| Balhorns Gang          | Hundestraße 19                       | seit 2010 geschlossen |      | 1554 erwarb Johann Balhorn das Grundstück und legte den Gang an. Dieser ist 1616 erstmals als Balhorns Gang im Oberstadtbuch erwähnt worden. Sein Sohn, Johann Balhorn der Jüngere (auch Ballhorn), war ebenfalls Buchdrucker und übernahm die Druckerei. Noch heute spricht man auf ihn zurückgehend vom „verballhornen“ oder „balhornisieren“, wenn man eine entstellende Textänderung meint. Seit 1787 war es der Spinnrademacher Gang, da ein solcher sich hier etabliert hatte. Da es einen solchen Gang schon in der Engelsgrube gab wurde der hiesige 1811 wieder rückbenannt. |                 |
| Behrends Hof           | Stavenstraße                         | offen                 |      | Beim Neubau der Vereinsstraße erfolgte ein Durchbruch zum Behrends Hof. |                 |
| Bierspündergang        | Ellerbrook 6                         |                       |      | 1942 vollständig zerstört; an seiner Stelle befindet sich heute die Bierspünderstraße |                 |
| Blohms Gang            | An der Obertrave 50 ↔ Effengrube 20  |                       |      | erhielt seinen Namen entweder nach dem 1602 dort lebenden Hans Blohme oder war einst ein Blomengang (Blumengang) |                 |
| Brandes Hof            | Mühlenstraße 79                      | offen                 |      | Hof ist zwar offen, jedoch ist der Aufenthalt für Unbefugte nicht gestattet. | Brandes Hof     |
| Branntweinbrenner Gang | Engelsgrube                          |                       |      | Die Nr. 59 wurde in den 1880er Jahren von dem Branntweinbrenner Lankau bewohnt. Dieser gab dem Gang zwar nicht den Namen, da seit 1760 Branntweinbrenner dessen Haus jedoch bewohnten, wurde diese Bezeichnung amtlich festgesetzt. Auf dem Schild über dem Eingang befindet sich noch die alte Straßennummerierung mit „No. 504“. |                 |
| Brigitten Hof          | Wahmstraße 76                        |                       |      | Ehemalige Niederlassung des Brigittenklosters Marienwohld bei Mölln von 1480, seit Ende 16. Jh. als Witwenstift weitergeführt. Winkelförmige Hofbebauung seit 1828. Vorderhaus 1942 zerstört und 1976/77 neu erbaut. |                 |
| Bruskow’s Hof          | Wahmstraße Nr. 49                    | geschlossen           |      | Benannt wurde er nach Johann Bruskow, der 1510 die Armenstiftung gründete, und 1371 erstmals als Gang bezeichnet. Das Grundstück wurde 1299 erstmals erwähnt und hieß von 1341-1598 De nackende Hof (nakent=ndt. armselig). Seit 1384 im Besitz der Familie Bruskow ist seit 1580 der durch Renaissancebebauung geprägte Armengang und „Bruskows Hof“ oder „Bruskows Gang“ genannt. Mitte des 17. Jh.s wurde er zeitweilig auch „Möllers Gang“, nach Bürgermeister Laurentius Moller (Vorsteher der Stiftung) genannt. Über dem Durchgang befinden sich die drei Familienwappen Lunte, Bruskow und Warmboeke unter einem Kruzifix. |                 |
| Carstens Hof           | Aegidienstraße 25                    |                       | Lage | |                 |
| Derliens Gang          | Mühlenstraße 43                      |                       |      | |                 |
| Donats-Gang            | An der Obertrave 40                  |                       |      | wurde 1442 erstmals erwähnt |                 |
| Dorne's Hof            | Schlumacherstraße 15–23              |                       |      | Hermann Evinghusen und Johann Berskamp errichteten den heute ältesten Stiftshof Lübecks 1458 als mildtätige Stiftung. Dessen Bezeichnung leitet sich jedoch von der Familie Dorne ab. Sie führte lange Zeit die Verwaltung und vermehrte das Stiftungskapital. 1300 erstmals erwähnt und 1318 bebaut. Unter Beibehaltung der Stilelemente der Gotik erhielt es 1652 seine prägende Bebauung. Die ursprünglich zugehörigen Hofflügel wurden 1877 und 1956 abgebrochen. 1974/75 wurde der Durchbau zur Schaffung von Altenwohnungen errichtet. Er geht von der Nummer 19 ab. |                 |
| Dreitonnengang         | Marlesgrube 37                       |                       |      | abgängig |                 |
| Dunkelgrüner Gang      | Engelswisch 20                       |                       |      | hat seinen Name wie der anschließende Hellgrüne Gang wegen der lichteren Bebauung bei der Entstehung auf dem Weideland erhalten |                 |
| Durchgang              | Marlesgrube 56 ↔ Depenau 45          |                       |      | Jacobus de Store baute 1306 die ersten Buden des von der Marlesgrube abgehenden in die Depenau mündenden Ganges. Dieser Wohngang ist eines der wenigen Beispiele, bei dem aus einem Gang im Laufe der Zeit eine kleine Durchgangsstraße geworden ist, welche auch seit 1562 als „dorganden Hagen“ im Oberstadtbuch verzeichnet. Eigentümer von der Nummer 1 war die Familie Meyer mit der Tochter Gertrud. Herbert Frahm (Pseudonym: Willy Brandt) lebte von 1931 bis 1933 auch in jenem Haus. |                 |
| Durchgang              | Wahmstraße 46 ↔ Aegidienstraße 47    |                       | Lage | 1356 erste Erwähnung einer Bude hinten im Hofe des Grundstückes Wahmstraße. Mitte des 15. Jh.s wurde er als Grawerts Hagen, 1562 De durchgande Hagen bezeichnet.Der heutige Name entstand, weil das Grundstück „durchging“ und von der Wahmstraße bis zur Aegidienstraße reichte. Im Volksmund wird/wurde er auch, da er nur einen Eingang (Aegidienstraße), aber zwei Ausgänge (Wahmstraße) hat, Die Unterhose genannt. Es gibt auch die Bezeichnung Sozialer Schnellweg. Mit dem Durchgang war eine schnelle Verbindung zu den Amtsräumen der Sozialverwaltung, die früher in der St.-Annen-Straße ihren Sitz hatte, gegeben. |                 |
| Füchtingshof           | Glockengießerstraße 25               |                       |      | Benannt nach Johann Füchting, das Innere des Füchtingshofs diente Friedrich Wilhelm Murnau für seinen Film Nosferatu – Eine Symphonie des Grauens bei seinen Lübecker Außenaufnahmen in zwei Szenen als Kulisse. |                 |
| Fünfbudengang          | Kleine Gröpelgrube 18                |                       |      | |                 |
| Garbereiter Gang       | Engelsgrube 77                       |                       |      | Benannt nach dem alten Handwerk „Garbereiter“, einem Nebengewerbe des Fleischerhandwerks. Die Brüher, Sulzer, Garbereiter oder Garbrater waren Vorläufer des Gastronomen und des Feinkosthandels. Sie brieten und kochten ausgesucht gute Fleischstücke und verkauften andere Delikatessen. |                 |
| Gemeinschaftsgang      | Große Gröpelgrube 37                 | nachts geschlossen    | Lage | |                 |
| Glandorps Gang         | Glockengießerstraße 41–43            | geschlossen           |      | 1612 von Johann Glandorp zusammen mit dem benachbarten Hof als Armengang gestiftet. Das Vorderhaus wurde 1887 erneuert und das um 1640 entstandene Stifterwappen in den Neubau übernommen. Der langgestreckte Gang einseitig mit eingeschoßigen Buden, die sich an die Gebäude des Hofes lehnen, bebaut. 1975/77 im Inneren modernisiert. |                 |
| Glandorps Hof          | Glockengießerstraße 45–53            | offen                 |      | 1612 gestiftet von Johann Glandorp. Ältester der größeren Stiftungshöfe der Stadt. Vorderhaus aus der Gründungszeit als langes Traufenhaus mit getreppten Zwerchgiebeln ausgebildet. Stiftungsinschrift und -wappen über dem Durchgang. Traufenhausflügel im Hof mit Wappen von 1609, 1872–84 teilweise erneuert. 1975/77 zu Wohnzwecken durchgebaut. |                 |
| Glockengiesser Hof     | Engelsgrube 65                       | geschlossen           |      | |                 |
| Graths Gang            | Glockengießerstraße 70               | geschlossen           |      | |                 |
| Grüner Gang            | Fischergrube 44                      | geschlossen           |      | Der Name Grüner Gang bezieht sich wohl auf die alte Bezeichnung Grüner Hagen, die sich eingebürgert hatte, nachdem die Ehefrau Heike des Goldschmieds Claus Vogeler zu Beginn des 16. Jh.s die ehemals wüste Stätte in eine grüne Oase verwandelt hatte. Die Bezeichnung „Holdaförstraße“, Umbenennung erfolgte 1779, wurde dem Gang vom Volksmund gegeben, da man mit dem Wagen nicht hineinfahren konnte (Hol daför=Halt davor). |                 |
| Grützmacher-Hof        | Effengrube 14                        | offen                 | Lage | Verbindung zu Krusses Hof und Rademacher Gang (beide Hartengrube) sowie Stüwes Gang (An der Obertrave) | Grützmacher-Hof |
| Haasenhof              | Dr.-Julius-Leber-Straße 37/39        |                       |      | |                 |
| Haudels Gang           | Schlumacherstraße 35                 |                       |      | Johann Friedrich Haudel erwarb den Gang 1801 und verkaufte ihn 1810 an den Brauer Johann Diedrich Freydank weiter.Der Gang wurde 1593 erstmals mit drei Buden erwähnt und ab 1811 als Haudels-Gang benannt. |                 |
| Hellgrüner Gang        | Engelswisch 28                       | nachts geschlossen    |      | hat seinen Namen wie der anschließende Dunkelgrüne Gang wegen der engeren Bebauung bei der Entstehung auf dem Weideland erhalten |                 |
| Hertzigs Gang          | Marlesgrube 17                       |                       |      | |                 |
| Heynaths Gang          | Hartengrube 44                       | offen                 |      | Verb. zu Kalands Gang (Hartengrube) |                 |
| Höppners Gang          | Petersilienstraße 10                 | offen                 |      | Seinen Namen verdankt der Gang dem Bäcker und späteren Brauer Johann Hinrich Albrecht Höppner aus der Großen Burgstraße, der im Adressbuch von 1798 eingetragen und Eigentümer der Gangbuden war. |                 |
| Ilhornstift            | Glockengießerstraße 39               |                       |      | |                 |
| Im Reinfeld            | An der Obertrave 20                  |                       |      | Hier hatte das Zisterzienserkloster Reinfeld seinen Stadthof. Später wurde an der Stelle seines Hofes ein Gang mit elf Buden, von denen sechs erhalten sind, errichtet. |                 |
| Kalands Gang           | Hartengrube 52                       |                       |      | 1431 war das Grundstück mit dem „Wide Hagen“ verbunden und gehörte Hinrich Bumer. 1464 wurde es erstmals grundbuchlich erwähnt. 1575 wurde der Gang einschließlich der zwölf vorhandenen Buden vom Rat der Stadt dem St. Clemens Kaland überschrieben. Der Gang wurde in „Kalands Gang“ umbenannt. Kalande waren Vereinigungen von Geistlichen die in Form von Selbsthilfeorganisationen für das angemessene Leichenbegräbnis ihrer Brüder sorgten. In Lübeck gab es sechs dieser Kalande, deren Bezeichnung auf Kalendae (lat.) zurückgeht. Ursprünglich fand jeden ersten Tag jedes Monats eine Versammlung mit gemeinsamem Gottesdienst statt. Der St. Clemens Kaland war in dieser Gegend begütert. |                 |
| Kalands Gang           | Hundestraße 31                       |                       | Lage | Wegen einer Bebauungsänderung wurde er erstmals 1560 im Grundbuch erwähnt und „Kalands Gang“ benannt. Vermutlich nach einem an der Pforte angebrachten Bildwerk war es ab 1609 der „Adam- und Evengang“. Der ursprüngliche Name wurde, und ist es bis heute geblieben, nach dessen Verschwinden wieder gebräuchlich. Wie auch in der Hartengrube gehörte dieser Gang den Wohlhabenden St. Clemens Kaland. Dieser besaß bereits, bevor er ihn 1560 zusammen mit dem Vorderhaus kaufte, einige von ihm vermietete Gangbuden. Obgleich das Vorderhaus 1573 wieder vom Kaland verkauft wurde, blieb der Gang noch länger im Besitz der Organisation. |                 |
| Käselaus Gang          | Große Burgstraße 41                  |                       |      | |                 |
| Kattundrucker-Gang     | Wakenitzmauer 132                    |                       |      | Im Grundbuch ist der Gang 1601 erstmals erwähnt worden. In einem großen direkt neben den Gang gebauten Speicher wurde 1747 eine Kattundruckerei betrieben. Den Druckern und Färbern der Druckerei dienten die Häuser des Ganges als Wohnstätten. |                 |
| Kellings Gang          | Dankwartsgrube 9                     |                       |      | | Kellings Gang   |
| Ketten-Gang            | Langer Lohberg 33                    | geschlossen           |      | Es wird vermutet, dass der schmale Zugang früher mit einer Kette verschlossen werden konnte. Später durch Abbruch trennender Buden mit dem „Engenhagen Gang“ verbunden. |                 |
| Kettner’s Gang         | Fischergrube 26                      |                       |      | Der Tischlermeister Matthias Kettner war Eigentümer. Der fromme Kaufmann Lutge Mantel erwarb das Haus und Hagen 1483. Danach wurde der Hagen „Lutge-Mantels-Hagen“ genannt. Der Beckenschläger Matthias Henning erwarb den Hagen 1628 und auch nach seinem Tod waren Beckenschläger hier ansässig. Der Name „Beckenschläger-Gang“ bürgerte sich ein. In den 90er Jahren des 18. Jh.s erfolgte die Umbenennung in den heutigen Namen. |                 |
| Kinderhüschengang      | Kleine Gröpelgrube 26                |                       |      | |                 |
| Kindts Gang            | Hüxstraße 122                        |                       |      | |                 |
| Kreuz-Gang             | Große Kiesau 5                       |                       |      | Das Haus Nr. 6 hat eine Wappentafel „WM“ (Wilhelm Meding) und die von zwei „wilden Männern“ flankierte Jahreszahl „1566“. Meding ließ 1566 den Gang vom Nachbargrundstück abtrennen. |                 |
| Krusenhof              | Engelsgrube 26                       |                       |      | 1540 als „Albert-Klever-Gang“ erwähnt, 1545 von Hans Kruse als Armengang mit Wohnungen gestiftet. Der kleine Hof, 1597 mit zweigeschossigen Fachwerktraufenhäusern umgebaut, wurde 1994 bis 1996 grundlegend saniert. |                 |
| Krusses Hof            | Hartengrube (14?)                    |                       | Lage | Verbindung zu Grützmacher Hof |                 |
| Küter-Gang             | An der Mauer 12                      |                       |      | Benannt nach der Berufsbezeichnung der „Küter“. Küter schlachteten das Vieh und gaben es zum Verkauf an die Fleischhauer weiter. Als Lohn erhielten sie die Eingeweide (Kut) und das Fett zur Weiterverarbeitung. Nach dem am alten Wakenitzlauf belegenden Küterhäusern wurde dieser Gang, Ersterwähnung 1853, am Nordende der Straße An der Mauer benannt. |                 |
| Lödings Hof            | Glockengießerstraße 77               | offen                 |      | 1538 musste Valentin Schröder das Querhaus an der Straße mit einigen Buden im Hof den Vorstehern des Pockenhofes, da er bei ihnen Schulden hatte, überlassen. 1602–1687 Kruses Hof nach dem Besitzer Hans Kruse, als dieser an die Familie Klodt überging wurde er 1740 in Klodts Hof und als er den Brockmöllers gehörte um 1800 in Brockmöllers Hof umbenannt. Letzte Umbenennung erfolgte nach 1810 in Lödings Hof nach dem Branntweinbrenner Gottlieb Heinrich Löding. |                 |
| Lüngreens Gang         | Fischergrube 38                      |                       |      | Der Gang erhielt seinen Namen von den Besitzern des Vorderhauses Fischergrube 38, mit dem der Gang bis 1783 zusammengehörte: Ahrensgang, Lüneburggang, Lüngreensgang. Geht am Ende in den Bäcker-Gang der Engelsgrube über. „Die Fischergrube“, Haus 3, ist eine sozialtherapeutische Übergangs- und Adaptionseinrichtung der Vorwerker Diakonie. Die Häuser Nr. 5, 6, 7, 8 und 9 sind Ganghäuser der Renaissance mit profiliertem rundbogigem Portal. Erste Erwähnung der Grundstücke 1286 (bebaut 1306). Prägende Bebauung 1600–1675 (Renaissance). 1389 sind alle Gebäude Kornspeicher gewesen. |                 |
| Medings Gang           | Große Gröpelgrube 22                 | offen                 |      | benannt nach dem Kanonikus Wilhelm Meding (1625–1674), der Gang wurde 1681 (durch den Nachlass Medings ?) von der Witwe Anna Mentz erworben. |                 |
| Mertens Gang           | Tünkenhagen 26                       |                       |      | Benannt nach dem Gelbgießer Johann Friedrich Marthens aus der Hüxstraße, wobei die Bezeichnung 1811 mundartlich als Mertens Gang dokumentiert wurde.Wohngang wurde vermutlich in der ersten Hälfte des 16. Jhs. angelegt, da eine Pfändung von 1534 gegen Andreas von Calven dokumentiert ist. |                 |
| Nagels Gang            | Wakenitzmauer 70                     | nachts geschlossen    | Lage | Verbindung zu Adlergang und Vereinigungsgang |                 |
| Nagelschmieds-Gang     | Dankwartsgrube 31                    |                       |      | |                 |
| Nagelshof              | Dankwartsgrube                       |                       |      | |                 |
| Nöltings Gang          | Glockengießerstraße 64               | offen                 |      | Der Name geht zurück auf die Kaufmannsfamilie Nölting. Eine Budenbebauung ist nicht mehr vorhanden. Der Gang führt jetzt zu einem großen, hinter der Straßenfront gelegenen, auch von der Hundestraße und Wakenitzmauer erreichbaren Kinderspielplatz. |                 |
| Pelzer-Gang            | Hüxstraße 68–70                      | offen                 |      | Der Gang, den 1575 der Pelzer Jürgen Lafferdes übernahm, wurde 1329 erstmals erwähnt. Seither wurde die Berufsbezeichnung als Gangname geführt. Die Bearbeitung von Pelzwerk war im Mittelalter ein bedeutender Wirtschaftszweig. Die damals existierenden unterschiedlichen Handwerkszweige (Pelzer, Buntfutterer) sind heute im Beruf des Kürschners zusammengefasst. 1760 wurde er kurzzeitig in „Schröder Gang“, nach dem hier eingezogenen Besitzer, umbenannt. |                 |
| Petersens Gang         | An der Obertrave 55                  | offen                 |      | benannt nach einem Gärtner der Stadt, der dort sein Geld angelegt hatte |                 |
| Pinciers Gang          | Wakenitzmauer 30                     | geschlossen           |      | |                 |
| Possehl-Hof            | Fegefeuer 19a                        | geschlossen           |      | Benannt nach Senator Emil Possehl. Der Hof ist nur über Fegefeuer und einen „Hölle“ genannten kleinen Hof zu erreichen. Er liegt hinter der Mühlenstraße 62. |                 |
| Qualmanns Gang         | Engelsgrube 32                       |                       |      | Der Name geht vermutlich auf den Weinhändler Dirick Qualmann, oder wahrscheinlicher auf dessen Sohn Christian Dietrich Qualmann – Besitzer der Weinhandlung Zum Helm am Koberg, zurück. Das Gelände des Ganges gehörte bereits im Mittelalter zu dem Doppelhaus Koberg 2 und war u. a. im Besitz der Familie Hoghehus nachdem auch das Haus am Koberg „Dat Hoghehus“ genannt wurde. Der Renaissancespeicher am Ende des Ganges war auch Teil des Grundstücks. |                 |
| Rademacher-Gang        | Hartengrube 9                        |                       |      | Friedrich Wilhelm Murnau machte ihn mit seinen Film Nosferatu – Eine Symphonie des Grauens weltberühmt. Hierin flüchtete Makler Knock von der Hartengrube kommend und verschwand im Seitenflügel |                 |
| Rehhagens Gang         | An der Obertrave 37                  |                       |      | der spätere Bürgermeister Heinrich von Stiten hielt dort in seinem Gehege Rehe aus seinem Gut in Castorf |                 |
| Römisches Reich        | Mühlenstraße 91                      | offen                 |      | |                 |
| Roepers Gang           | Rosenstraße 18                       |                       |      | benannt nach dem Tabakhändler Gottlieb Jochim Röper, welcher sein Geschäft 1750 von der Großen Burgstraße hierher verlegte. Er wurde durch den Bau der Nummern 14 und 20 aufgehoben. |                 |
| Rosengang              | Rosenstraße 17                       | offen                 | Lage | benannt entweder nach den drei Rosen im Gangwappen der Familie v. Stiten als einstigen Besitzer, die Rosen nehmen auf die hier Anfang des 14. Jhs. befindlichen Gärten Bezug oder ein einst hier befindliches gleichnamiges Wirtshaus. |                 |
| Rosen-Gang             | Rosengarten 8                        | offen                 |      | Der Name geht zurück auf einen Rosengarten, der sich früher auf dem Gelände der Straße Rosengarten befunden haben soll und der Äbtissin des Johannisklosters gehörte. Der Gang war einst durch eine Pforte mit dem Schornsteinfeger-Gang in der Hundestraße verbunden. Er wurde 1617 erstmalig erwähnt. Es war der Bäcker Gang, da er zum Hause Nr. 10, einem Backhaus, gehörte. Hartwig v. Stiten übernahm 1680 den Gang und sein Schwiegersohn, Detlev Joachim v. Wetken, 1706. Zu jener Zeit wurden der Name Rosengartengang, der sich später in Rosengang verkürzte, gebräuchlich. |                 |
| Rosenhof               | An der Obertrave 29                  |                       |      | der Name geht vermutlich auf einen früher hier blühenden Rosenstock oder ein bereits früher verschwundenes Wappen mit drei Rosen über dessen Tür zurück |                 |
| Scheune Hof            | An der Mauer 146                     |                       |      | Die Bezeichnung führt auf eine ehemals hier befindliche Scheune eines an der Mühlenstraße gelegenen Ackerhofes zurück, der sich im Besitz eines der hohen Würdenträger des nahen Domes befand Erwähnung bis etwa 1879 Auf der Scheune, ab etwa 1880 Scheune-Hof |                 |
| Schiffer Hof           | Engelsgrube 11–17                    |                       |      | Der 1538 erstmals erwähnte Hof befindet sich noch heute im Besitz der Schiffergesellschaft. Er bestand 1601 erstmals aus drei Giebelhäusern, die von Schifferwitwen als Freiwohnungen genutzt wurden. Die Statue war eine Karikatur Bismarcks. Der jetzige Gebäudekomplex stammt von 1908/09. Das Vorderhaus wurde mit Renaissance-Treppengiebeln und Blendnischen neu gebaut. |                 |
| Schillings Hof         | Hundestraße 83                       |                       |      | 1578 verzeichnete das Oberstadtbuch hier erstmals eine Bude. Benannt wurde der Hof 1797 nach Peter Hinrich Schilling. Der „Sergeant beim Stadtmilitair“ war sein Besitzer und verstarb 1814. Der zwischenzeitlich vom Schiffszimmermann Johann Christian Schreiber unternommene Versuch, den Hof „Schreibers Hof“ zu benennen, war nicht von Dauer. Seit 1845 war es wieder der „Schillings Hof“. |                 |
| Schlachter-Gang        | Engelsgrube 48                       |                       |      | Nachdem ein Schlachter Besitzer des Vorderhauses wurde, bekam der Gang seinen jetzigen Namen. 1440 erwarb der Kaufmann Zander Koning das Grundstück und bebaute es. Ende des 18. Jhs. baute ein nicht näher bekannter Holm zwei neue Buden sowie Lagerräume und der Gang wurde Holms Gang. |                 |
| Schmützs Gang          | Glockengießerstraße 83               | offen                 |      | Benannt nach dem Gastwirt und Fettwarenhändler Ernst August Wilhelm Schmütz. Er besaß um 1879 im Fronthaus des Storms Gang auch eine gutgehende Gastwirtschaft. |                 |
| Schornsteinfeger-Gang  | Hundestraße 50                       |                       | Lage | Erstmals wurde er durch den von 1321 bis 1350 auf dem Grundstück mit Haus und Buden wohnenden Hermann Luscus erwähnt. Jochim Brasche kaufte den fortan als Braschengang bezeichneten Gang 1589. Obwohl Jochim von Zindelen 1639 den Gang erwarb und in Zindelens Gang umbenannte, blieb der Name Braschengang bis 1751 gebräuchlich. Der heute noch gültige Name Schornsteifeger-Gang scheint Mitte des 18. Jh.s aufgekommen zu sein. |                 |
| Schröder’s Gang        | Kleine Altefähre 13                  | offen                 |      | |                 |
| Schulmeister-Gang      | Lichte Querstraße 9                  |                       |      | Der Name ist vermutlich darauf zurückzuführen, dass hier der „Schulhalter“ August Adolf Wildfang 1797 einzog und eine Bet- und Leseschule unterhielt. Der Öffentlichkeit ist der Gang nicht mehr zugänglich. Die Reste der Gangbuden wurden 1981 abgebrochen und deren Fläche wird seitdem von den Nachbarhäusern als Hof genutzt. Auf Initiative des „Lübeck-Forums“ blieb aber das alte Gangschild über den Eingang erhalten. |                 |
| Schwans Hof            | Hartengrube 18                       | offen                 |      | ältester Wohngang Lübecks, errichtet 1296 von Johannes von Swane |                 |
| Schwoll's Thorweg      | Glockengießerstraße 52               | offen                 |      | Der Name tauchte auf, als der Zimmermeister Johann Joachem Schwoll Fronthaus mit den sechs Hofbuden 1790 erwarb. Als er am 17.12.1805 starb, übernahmen sein Sohn und später Enkel den Besitz. |                 |
| Sievers Thorweg        | Engelsgrube 31                       |                       |      | Benannt nach Dr. jur. Peter Hinrich Sievers und seinem Bruder Dr. jur. Johann Sievers, die den Gang von der Familie Tesdorpf durch die Heirat ihrer Mutter erbten. 1481 nach Hans Bergkamp Bergkampshagen genannt, 1529 wurde daraus Vespershagen und 1753 nach Jakob Testorpf Testorpfs Thorweg. Zu Beginn des 19. Jh.s „Sievers-Thorweg“. |                 |
| Spinnrademacher Gang   | Engelsgrube 21                       |                       |      | |                 |
| Spönken-Hof            | Langer Lohberg 21                    | offen                 |      | Der Name des Hofes ist nicht einwandfrei belegt.Wahrscheinlich geht er auf den Kleinweber Carsten Spenken, der 1618 sein Bürgerrecht erwarb, zurück. |                 |
| St.-Jürgen-Gang        | Kleine Petersgrube 4                 |                       |      | |                 |
| Stietens Gang          | Hartengrube 14                       |                       |      | Standort des Stiten-Armenhauses |                 |
| Storms Gang            | Glockengießerstraße                  |                       |      | Seit 1797 nach dem die Wirtschaft und den Gang übernehmenden Johann Dietrich Storm benannt. Er hatte das Grundstück von dem Kröger Paul Dierks gekauft, der es 1752 von den Erben des Gastwirtes Lorenz Jürgen Walfisch erwarb. Der Gang ist nicht mehr zugänglich und scheint in das Vorderhaus eingegliedert zu sein. |                 |
| Storms Gang            | Stavenstraße 16                      |                       |      | Erste Erwähnung als Gang im Zusammenhang mit dem dort befindlichen Riemeramtshaus 1594. |                 |
| Struß’ Thorweg         | Rosenstraße 16 ↔ Große Burgstraße 51 | nachts geschlossen    | Lage | Hinter der Großen Burgstraße 47 befand sich ein langgestrecktes bis zur Rosenstraße reichendes Grundstück, dessen Hinterausgang ein Torbogen bildete. Das Vorderhaus beherbergte die Wirtschaft „Die große Linde“, die Christoph Hinrich Struss, Namensgeber des Ganges, 1778 übernahm. |                 |
| Stüwes Gang            | An der Obertrave 46                  | offen                 |      | benannt nach dem Stecknitzfahrer Hinrich Nicolaus Mathias Stühffe |                 |
| Tanks Gang             | Stavenstraße 41                      |                       |      | Eine Namenserklärung konnte nicht gefunden werden. Lütgendorf schreibt hierzu in Lübeck zur Zeit unserer Großeltern, dass die Namen der Gänge 1812 bis 1820 aufgeschrieben wurden, wie man sie vorfand nahm. Fand man keinen, nahm man den des Besitzers des Querhauses oder manchmal sogar den eines zufälligen Mieters. |                 |
| Thorweg                | Engelswisch 33                       | offen                 |      | Name aufgrund der breiten torähnlichen Einfahrt. Grundstückserwerb zwischen Kleiner Burgstraße und Engelswisch 1299 durch Hinrich Constin (Ratsherr ab 1299, gest. 1348). 1333 bestanden acht Buden mit Zugang auch von der Engelswisch. Nach dem Verkauf an den Grafen Rantzau kam bis ins 18. Jh. der Name Rantzauwen Gang auf. |                 |
| Thorweg                | Dankwartsgrube 70                    |                       |      | Benennung aufgrund der breiten, torähnlichen Einfahrt. Einst Bestandteil des Eckgrundstücks Dankwartsgrube/An der Obertrave. 1553 als wüste Stätte vom Rat eingezogen. 1572 als Renditeobjekt durch den Kaufmann Gert Rutgers mit drei Vorderhäusern und rückwärtigen, 1576 in Wohnungen umgebauten Salzspeichern neu bebaut. Das Renaissance-Ganghaus Nr. 5 mit schlichter Schleppgaube (um 1800). In der Substanz aus dem 17. Jh. Einziges Gebäude des Ganges, das noch sein ursprüngliches Aussehen bewahrt hat. |                 |
| Von-Höveln-Gang        | Hundestraße 57                       |                       |      | Erwähnt wurde der Gang erstmals 1316 und 1333 übernimmt der im selben Jahr verstorbene Bürgermeister Hermann Warendorp das Grundstück von dem Küter Bertoldus. Peter Droghe erwarb 1460 das Grundstück und stiftete 1475 testamentarisch den dortigen Peter-Droghen-Armengang . Das schlichte als Traufenhaus ausgebildete zweigeschossige Doppelhaus im Stile der Renaissance mit mittigem Durchgang zu dem dahinterliegenden Gang mit eingeschossiger Budenreihe und zweigeschossigem Querhaus im Stil des Barock stammt aus den Jahren 1600–1624. Die Bebauung des dahinliegenden kleinen Hofes wurde 1693 unter der Verwaltung des Ratsherrn Gotthard von Höveln erneuert. Die gesamte Anlage trägt heute seinen Namen. Über dem rechten Eingang eine Wappentafel aus Sandstein. 1971/72 wurde das Innere der Budenreihe für Wohnzwecke neu durchgebaut. |                 |
| Von-Höveln-Gang        | Wahmstraße 75                        | geschlossen           |      | Gestiftet 1483 von Tidemann Evinghusen, aber benannt nach der Patrizierfamilie von Höveln, die die Stiftung später verwaltete. Wappen des Stifters und der Verwalter befinden sich über der Eingangstür. |                 |
| Vereinigungsgang       | Hundestraße 30                       |                       |      | Der Kaufmann Johann Leghorn, der Eigentümer des Fronthauses war, erwarb 1427 sowohl von der Hunde-, als auch der Johannisstraße (heute Dr.-Julius-Leber-Straße) das Recht des freien Zuweges. Der Gang, der vorher noch keinen Namen hatte, wurde bis 1491 nach Hermann tor Loe (Eigentümer von 1484 bis 1488) Loshagen genannt. Der heutige Name entsprang der Vereinigung der Grundstücke von Hunde- und Johannisstraße und der dadurch entstandenen kleinen Privatstraße zwischen diesen beiden Straßen. |                 |
| Vereinigungsgang       | Rosenstraße 25                       | nachts geschlossen    | Lage | Verbindung zu Adlergang und Nagels Gang |                 |
| Vereinsstraße          | Krähenstraße 24                      |                       |      | Die Straße erhielt ihren Namen nach dem sie anlegenden Gemeinnützigen Bauverein. Ihren Ursprung als Gang kann sie jedoch nicht verleugnen. Die heute in den Behrends Hof übergehende Straße wurde 1867 erstmals erwähnt. |                 |
| Warnckes Gang          | Glockengießerstraße 93               | geschlossen           |      | |                 |
| Wehde                  | Mengstraße 8                         |                       |      | Pastorenwohnungen von St. Marien nicht mehr vorhanden |                 |
| Weimann's Hof          | Große Kiesau 8                       |                       |      | |                 |
| Weintrauben-Gang       | Hundestraße 43                       |                       |      | Des Ganges Anlage erfolgte im 16. Jh. und 1616 bestand der bereits aus dreizehn Buden. 1696 erwarb der Maler Peter Fathmann den Gang. Sein erster Name lautete „Fathmanngang“. Der Gang wurde 1703, da im Nebenhaus eine Branntweinbrennerei eingerichtet worden war, in „Branntweinbrennergang“ umbenannt. Zur Zeit der amtlichen Benennung durch die deutsch-französische Gängekommission im Jahr 1811 war der Gang mit Weinlaub bedeckt und der Eigentümer, Georg Michael Sattelberg, stellte aus den Trauben Branntwein her. |                 |
| Wohngänge              | An der Obertrave                     |                       |      | |                 |
| Wohngänge              | Große Kiesau                         |                       |      | |                 |
| Wulffs Gang            | Stavenstraße 21                      |                       |      | |                 |
| Zerrahns Gang          | Engelsgrube 73                       |                       |      | Benannt nach der Familie Zerrahn, die seit 1659 Eigentümer des Ganges war. Der zu deren Grundstücken zählende Gang erhielt, als sie diese Anfang des 18. Jhs. an die Vorsteher der Aegidienkirche verkauften, seinen jetzigen Namen. |                 |
| Zobels Gang            | Schlumacherstraße 29                 |                       |      | 1307 standen hier drei Buden von Arnold Hudekopers. Hermann Berghoff baute den Hagen 1381 aus. Da der Ratsherr Johann Broling zu seinen Lebzeiten bestimmte, dass die Buden als Freiwohnungen für Arme dienen sollten, war die Bezeichnung ab 1456 „Brolingen Hagen“. Die heutige Bezeichnung des Ganges geht auf den 1766 geborenen und am 20.9.1807 verstorbenen Maurergesellen Johann Christoph Zobel zurück. Er hatte den Gang 1806 erworben und gestaltete ihn teilweise neu. |                 |
| Zobels Hof             | Schlumacherstraße 5                  |                       |      | 1439 erstmals erwähnt, wurde 1554 das als Wüste Stätte bezeichnete Grundstück von Jürgen Buchhorn von den Vorstehern des St.-Annen-Klosters erworben. 1604, nachdem der Krämer Herrmann Münster den Hof mit 18 Buden ausbaute, wurde er als Münsters Gang benannt und 1803 in Zobels Hof umbenannt. Die Bezeichnung des Hofes geht auf dem 1766 geborenen und 1807 verstorbenen Maurergesellen Johann Christoph Zobel, der den Gang 1803 erworben und neu aufgebaut hatte, zurück. Beim Neubau erhielten alle Häuser den annähern gleichen Grundriss und Aussehen. Es sind Kleinhäuser mit Zwerchhaus (Abschluss Dreiecksgiebel). Obergeschosse im Fachwerk, teilweise bei späterer Umformung verputzt. |                 |
| Zöllners Hof           | Depenau 10                           |                       | Lage | |                 |

andere Ansichten
Glockengießerstraße 25, Portal zum Füchtingshof
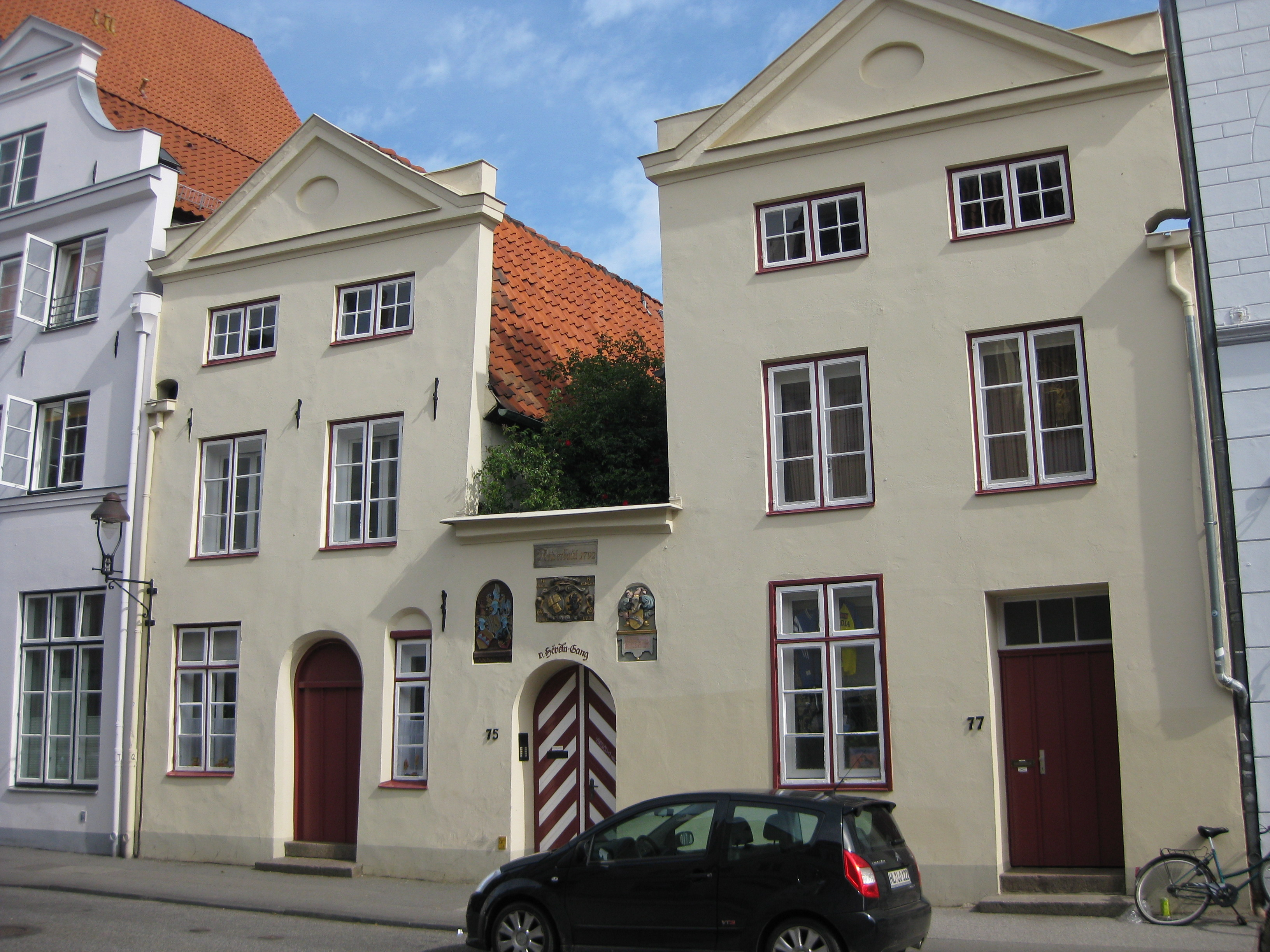
Wahmstraße 73–77, mit Tor zum „v. Höveln-Gang“
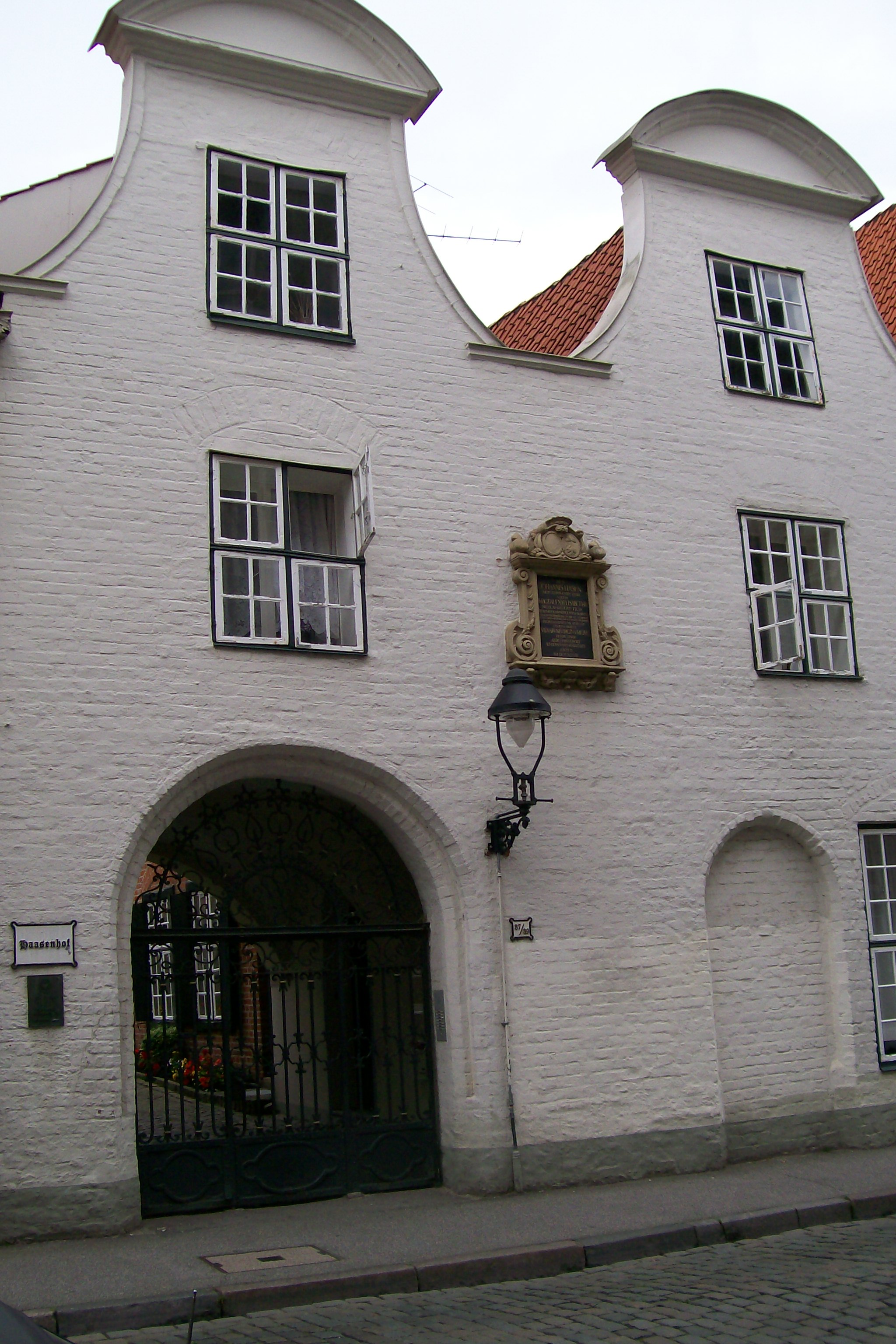
Haasenhof…
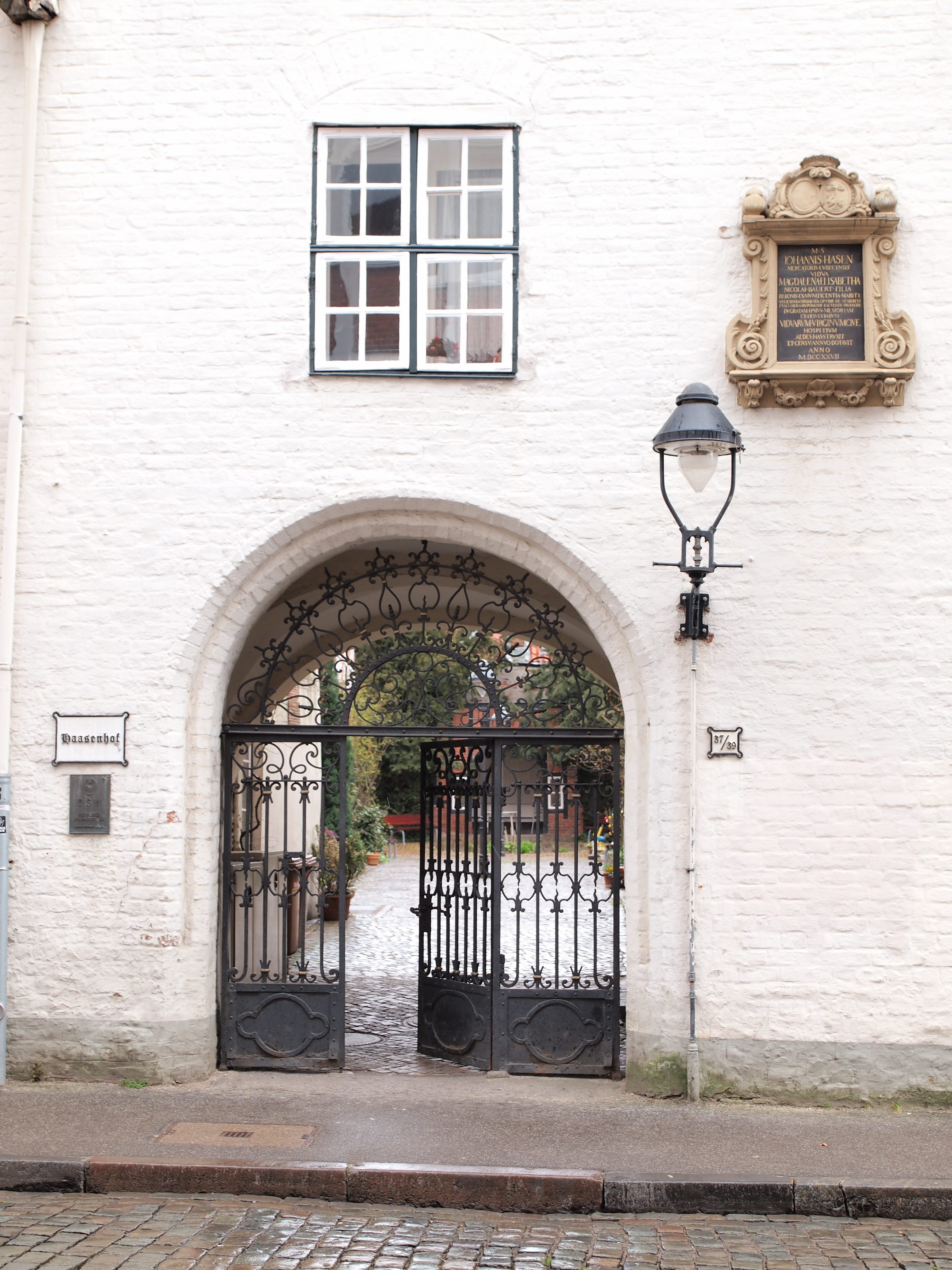
… Eingang
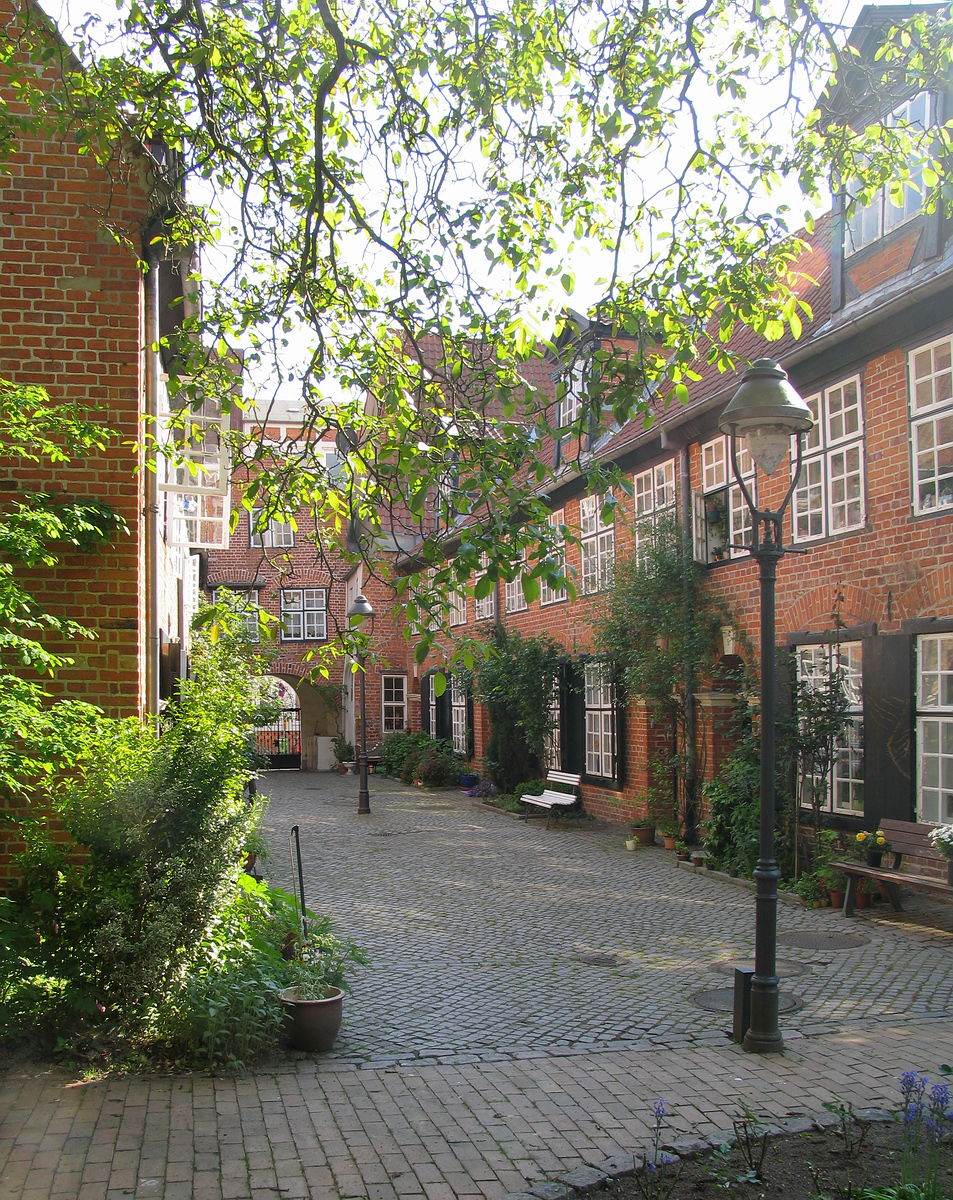
Haasen-Hof, ex. Johannisstraße 37
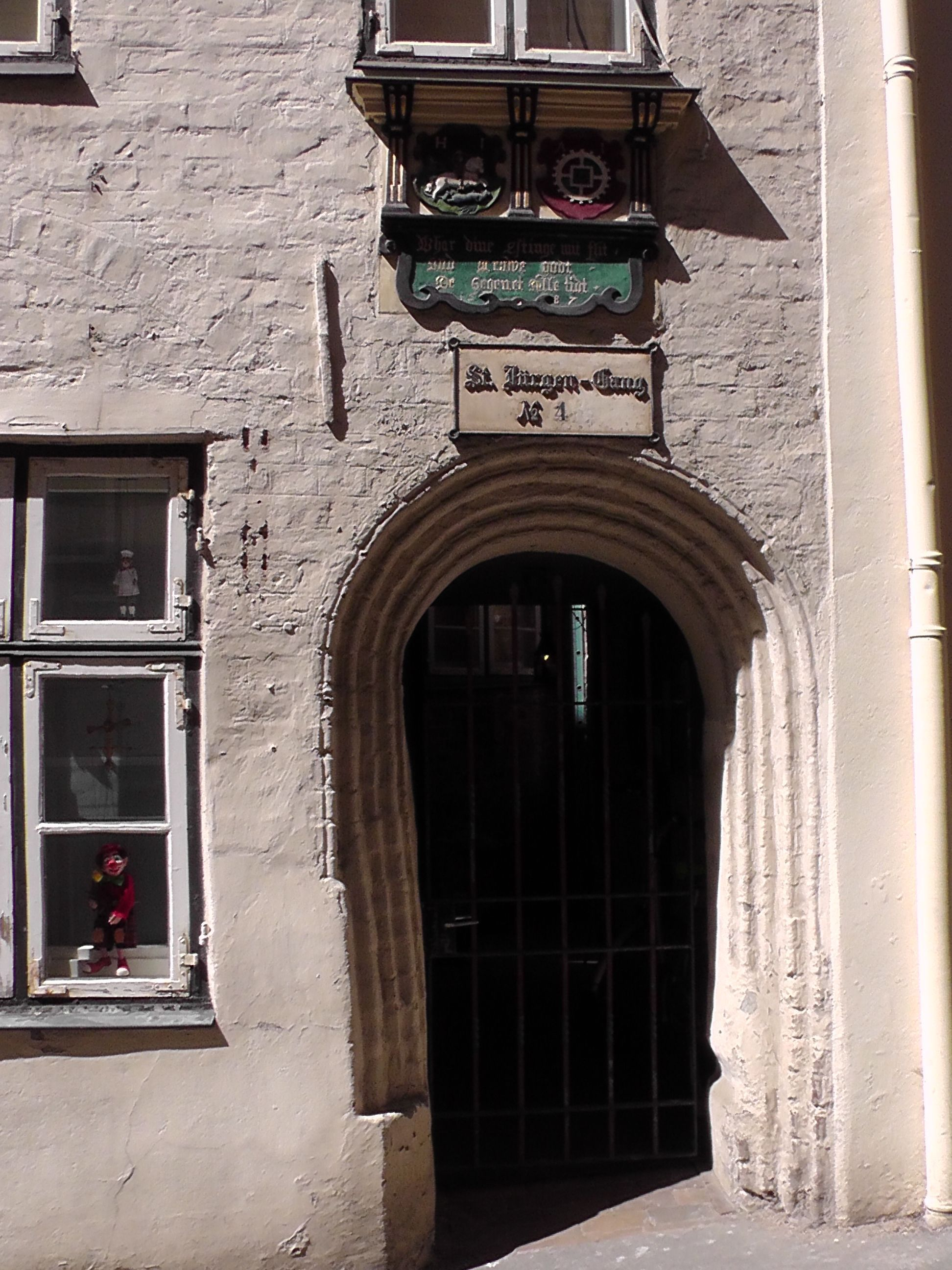
St.Jürgen-Gang
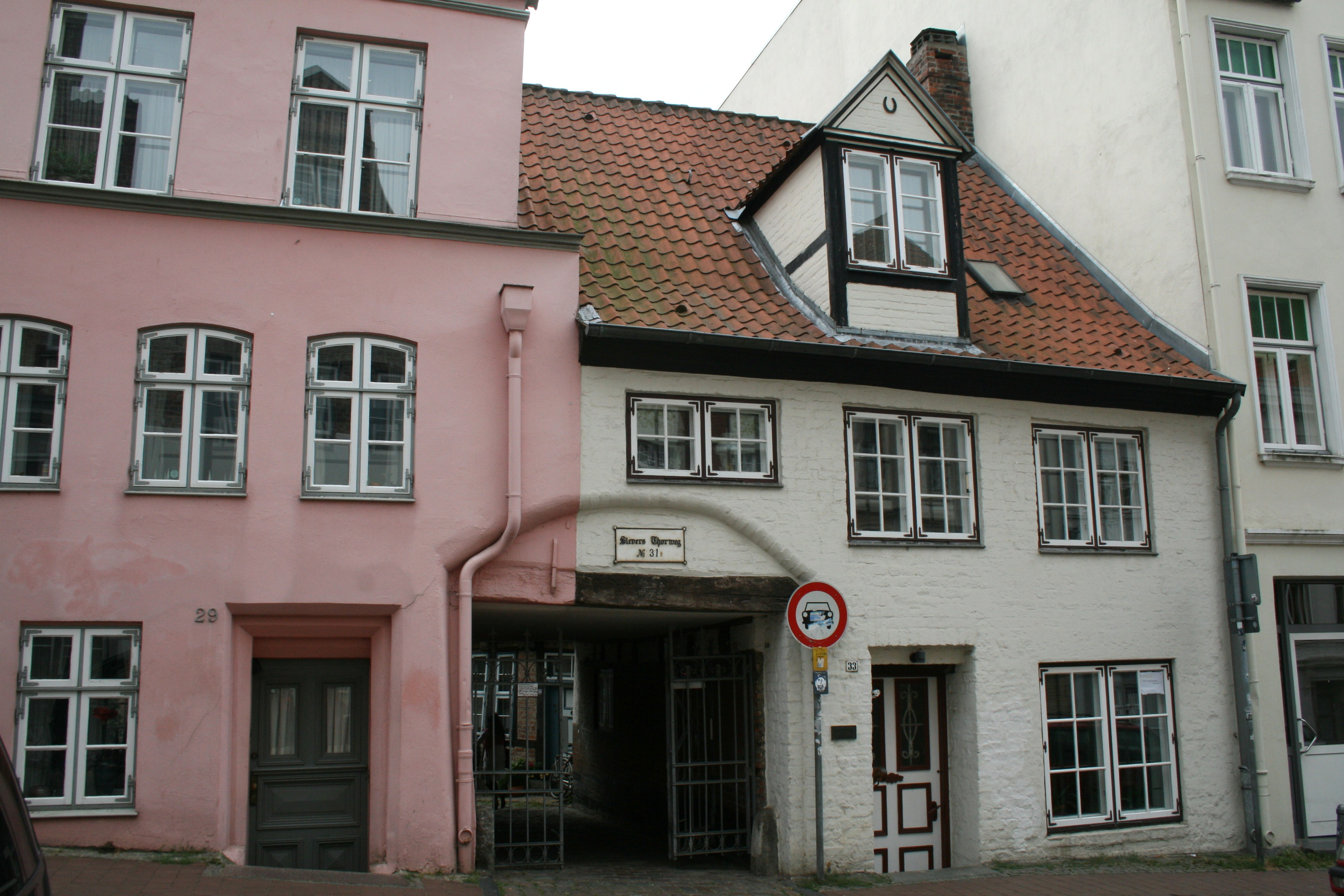
Sievers Thorweg
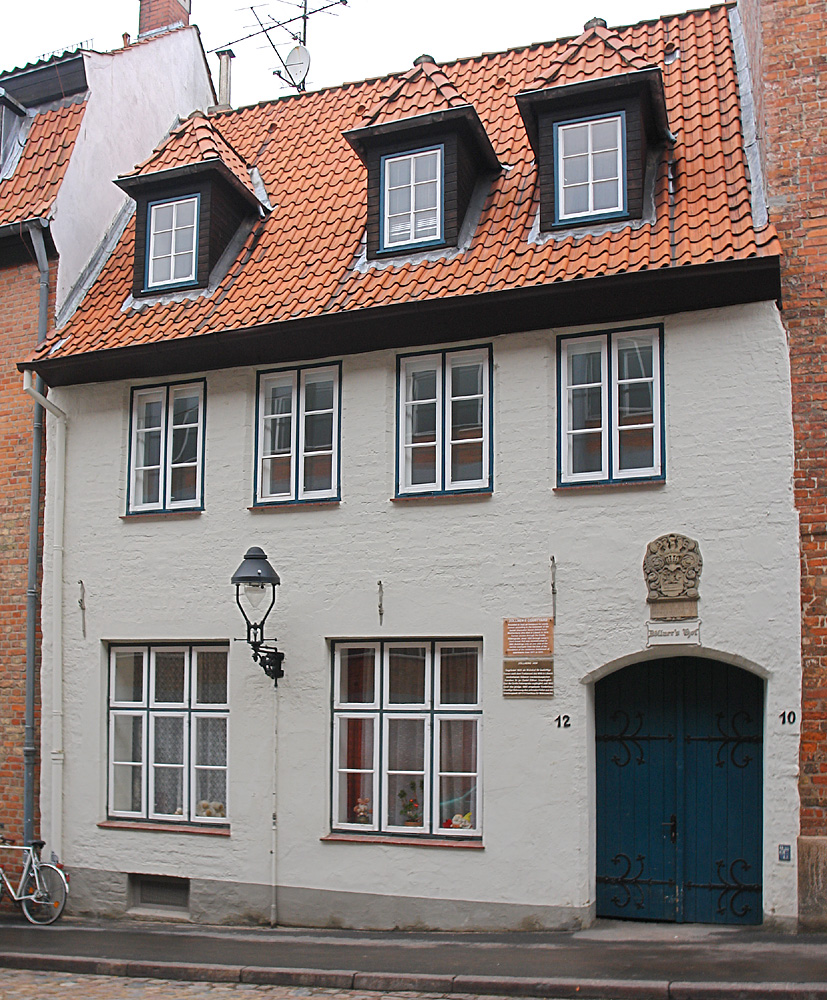
Zöllners Hof
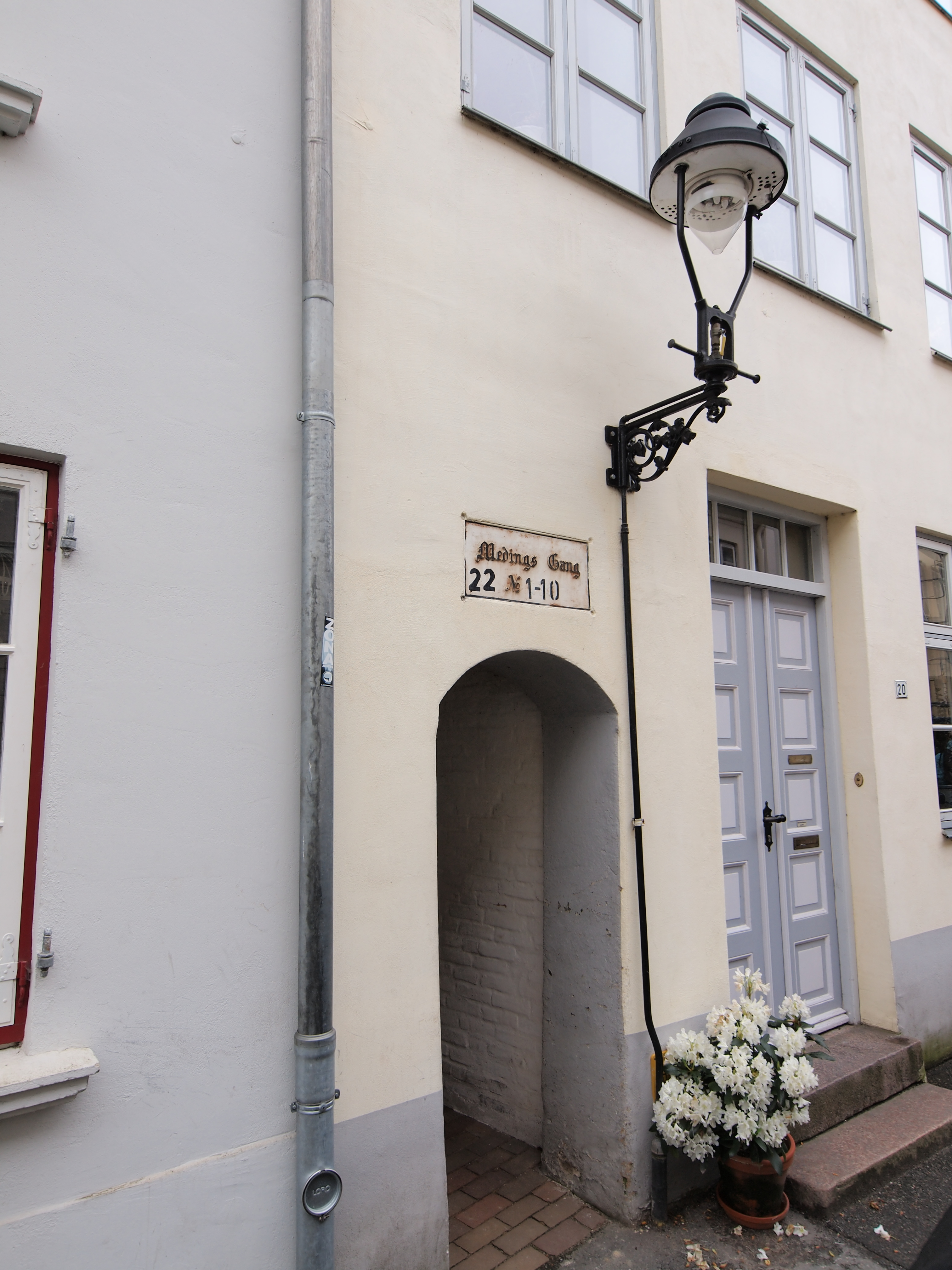
Große Gröpelgrube 20, Zugang des Meding Gangs
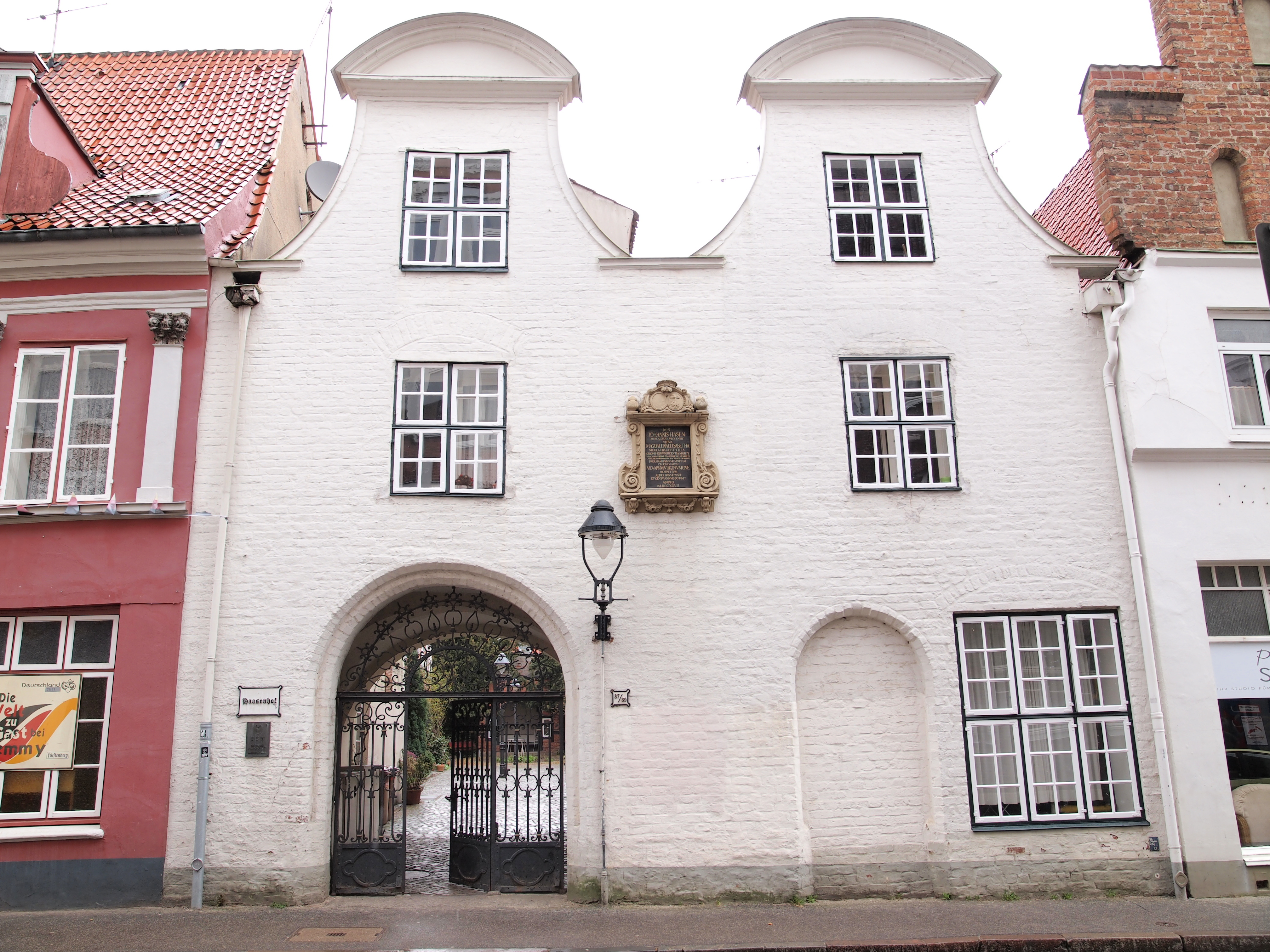
Zugang zum Haasenhof von der Dr.-Julius-Leber-Straße
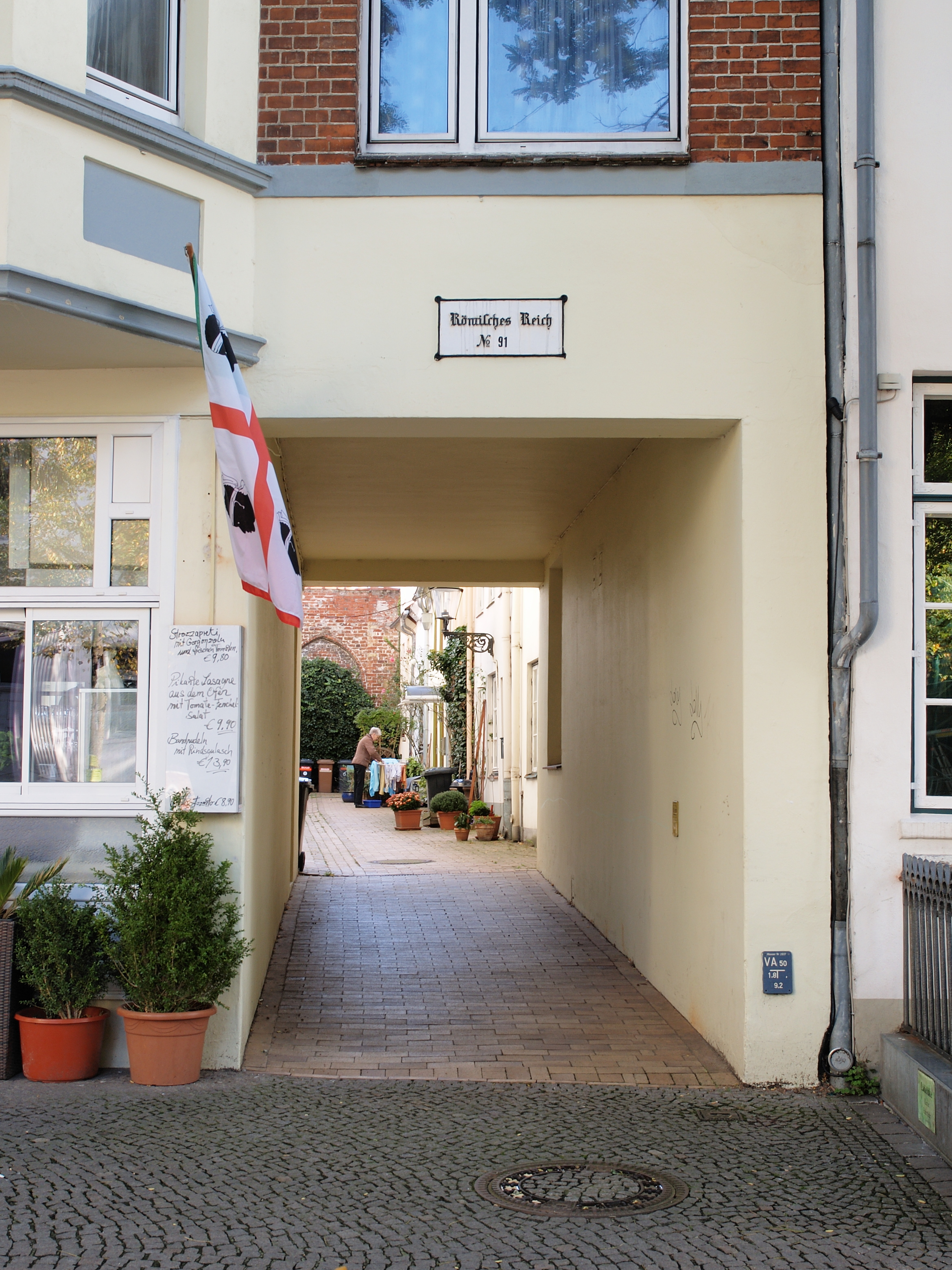
Zugang zum Römischen Reich von der Mühlenstraße
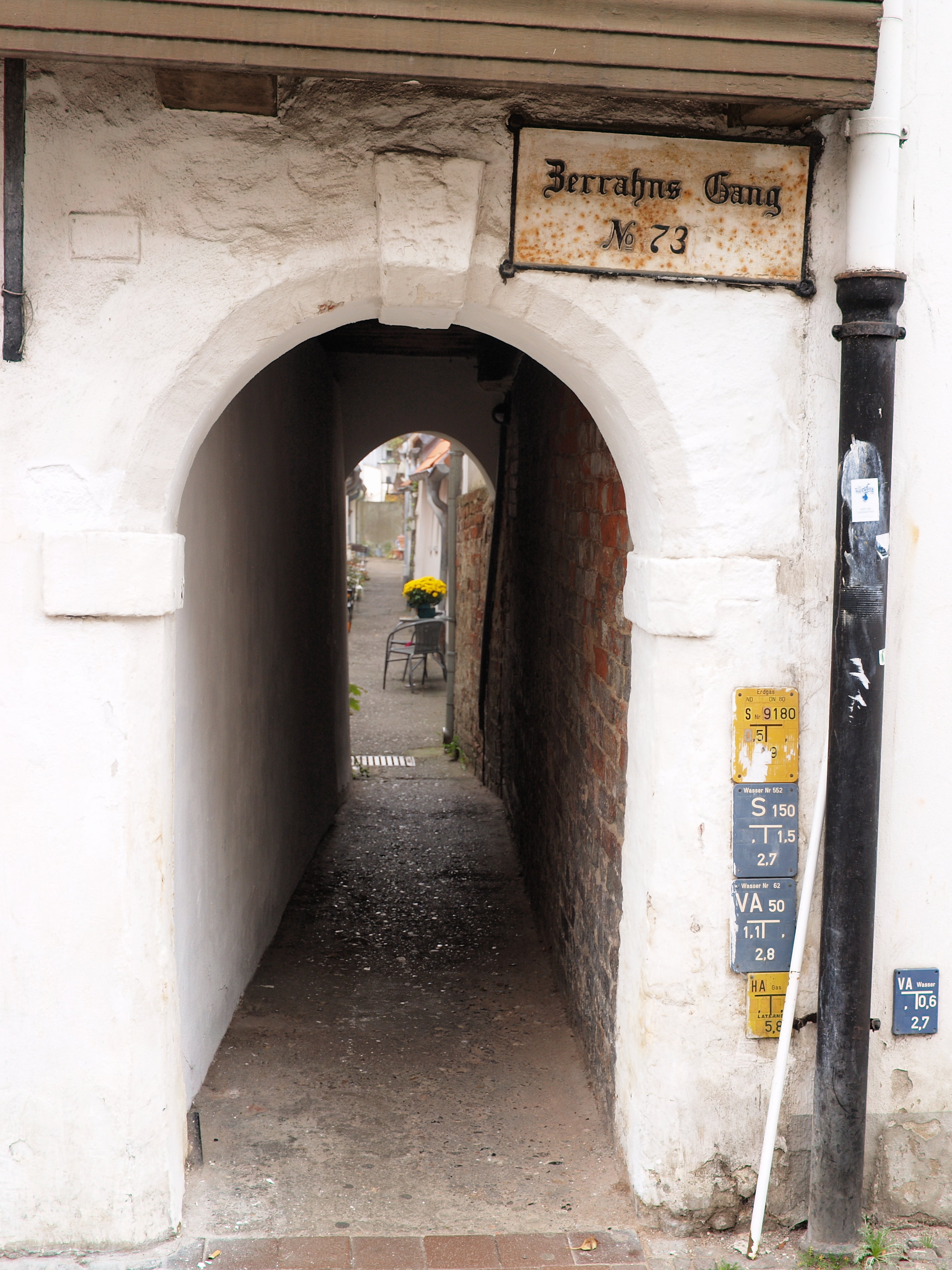
Engelsgruben-eingang zum Zerrahns Gang